# はじめてのおつかい (テレビ番組)
『はじめてのおつかい』は、日本テレビ系列で1991年から不定期に放送されているバラエティ番組。幼い子供が、親からお願いされた初めての「おつかい」に挑戦する様子をドキュメンタリータッチで描く。2022年12月1日時点で合計75回放送され、30年以上続く長寿番組となっている。
2000年以降はアジア、ヨーロッパ諸国に番組販売や現地版の製作が行われているほか、2022年3月からはNetflixで世界約190カ国向けにダイジェスト版『Old Enough!』（もう大きいもん）の配信が始まった。

## 概要
子供が生まれて初めて一人で、または兄弟姉妹や友達と「おつかい」に挑戦する奮闘ぶりを描く。
1976年に発表された同名の絵本が番組立ち上げのきっかけとなっている。元々は、1988年4月から1994年3月まで日本テレビ系列で放送されていた情報番組『追跡』の1コーナーであったが、同番組終了後に単発スペシャル番組として不定期に放送され始めた。
現在は年に2回、冬のスペシャル（1月第1月曜日または成人の日に放送）と夏のスペシャル（海の日に放送）が放送されている。
おつかいに挑戦する子供は、基本的に一般視聴者から選定される。年齢は3歳～6歳（保育園児や幼稚園年少から年長）が多いが、稀に1歳や2歳の子が出演した事もある。基本的にメモは持たせず、保護者が口頭で子供に用件を伝えるのみであるため、子供がおつかいの品物を買い忘れたり、間違えたりしてしまう場合も多い。また、おつかいの中で様々に発生するトラブルなどを通して、子供の自立を応援するだけに留まらず、親子関係のあり方や育児・教育のあり方などを視聴者に改めて考える機会も提供する。
番組内では新作に加え、過去の名作とその子供たちの成長した現在の様子が報告される「あれから○○年…」シリーズも放送されている。長寿番組であるため、かつて「おつかい」に挑戦した子供が成長し、結婚して子供がいるということも多くなり、親子2代に渡って「おつかい」に挑戦するケースもある。
視聴率は毎回15% - 20%を獲得する人気番組である。これまでの世帯視聴率最高は26.1%（1996年1月、関東地区）。
ナレーターは林家たい平、入絵加奈子ら複数人が担当。その中で、近石真介は番組の立ち上げから2022年に91歳で死去するまで約30年の長期にわたり担当した。没後初となる2023年1月7日の放送では、司会の森口博子による追悼の言葉と同時に「近石さんには、天国に旅立たれても番組で活躍していただきたいと思います」と、過去の映像などで引き続き近石のナレーションを使う意向が発表された。
2022年3月31日から定額制動画配信サービスのNetflixに供給し、世界190カ国で配信を開始した。英語でのタイトルは"Old Enough"（（一人で買い物するのに）十分な年頃）となっている。後述のように海外の放送局に番組フォーマットを販売した上で現地版を制作し、放送された国と地域もある。

## 製作過程

### 配慮
出演する子供や家族について、基本的に一般の視聴者を対象としているものの、公募などは一切行っていない。役所などから紹介を受けた保育所・幼稚園に案内書やアンケートを置かせてもらい、返事がもらえた保護者との打ち合わせやロケハンを重ねた上で、決定しているという。
保護者との打ち合わせで、おつかいのプランやルートについて検討し、保護者とスタッフが共同で現場を下見して、道路の交通量や近隣の不審者調査など安全面をチェックしている。念には念を入れるため、この作業は時に数ヶ月かける場合もある。なお、子供の名前は番組中では下の名前だけ紹介されるが、一部の例外を除いて保護者の氏名は一切表記されない。
撮影時には同行スタッフに日本テレビ入構証の所持を義務付けたり、撮影する子供の親から取材承諾書を取り付けている。
余計な演出を一切加えない“ガチンコ”にこだわっているため、子供が家から一歩も出ずに終わってしまうこともあり、そのままお蔵入りになることも多い。年間で約100人の子供のおつかいを撮影しているが、その中から実際に放送されるのは10分の1程度となっている。

### 撮影
事故やトラブルを避け、子供に撮影であることがバレないようにするために様々な工夫がある。
おまもりマイク
子供の声や口ずさむ歌を離れた場所から収録できるよう、ワイヤレスマイク装置を手製の「お守り袋」に入れて子供に手渡す。この際、親が「お守りの中には神様がいるから見てはいけない」などと念を押すため子供は気づかない。首から下げることによって、肩ひもに付けられた小型マイクが口元のちょうど良い位置に届く仕組み。初期の頃は番組スタッフが作っていたが、最近では子供の嗜好に合わせて親が作ることが多くなっている。
撮影スタッフ
この番組ではディレクターやアシスタントディレクターがカムコーダで撮影するのが主で、業務用ビデオカメラは車内からの撮影や子供が帰宅した際の撮影に使われる。出演する子供にカメラマンであることがバレないよう、普通の人（工事関係者・店の客など）の格好をしており、農業地帯では農家の格好、漁村地帯では漁師の格好をするスタッフを入れるなど一般市民に溶け込むような工夫を加えている。子供が突然目的地を変えることがあるが、その場合は即座に撮影のポジションを変えたり、それに合わせて着替える場合もある。時には自転車を徒歩で追いかけなくてはならない場合もあり、カメラマンの運動量は相当なものになるという。ごく稀だが、子供が迷った時などにカメラマンが直接助け舟を出すことがある。
カメラ
前日の夜間や深夜に取材先の家にカメラを設置し、カメラがバレないように工夫してある。屋外では、かごや穴を開けた箱などにカメラを隠している。家の中では植木鉢やダンボールなどにセットする。このため、デジタルビデオカメラが登場する以前から小型の家庭用カメラを多用してきた。
その他のスタッフ
撮影スタッフ以外にも、子供の安全を守るための監視役のスタッフも多数おり、服装もカメラマン同様の工夫をしている。また、海上自衛隊など普段撮影出来ない場所は、事前に番組であることを伝え、撮影の許可を取っている。
近所の人の協力
近所の人には番組の撮影があることは事前に伝えているが、過度に手助けをしないことや子どもにバレないようにすることもお願いする。

## 出演者
司会
- 所ジョージ
- 森口博子

ナレーター
- 入絵加奈子（2010年 - ）
- 立川志の太郎（2017年 - ）
- 林家たい平（2021年 - ）- 2016年、2017年にはスタジオにゲスト出演している。
- 野沢雅子 （2011年 - ）- 不定期で担当

過去のナレーター
- 近石真介（1991年 - 2022年[12]）
  - メインナレーター。『追跡』の1コーナー時代から担当。2021年以降は冒頭のタイトルコールのみ担当。2022年10月5日没。
  - 没後も「あれから○○年…」シリーズで生前のナレーションが使用され、2024年時点では全放送回に出演。
- 山本圭子（1991年 - 2011年）
  - 『追跡』の1コーナー時代から担当。
- 室井滋（2007年 - 2011年）
- 花江夏樹（2021年 - 2022年）- 当初はゲストナレーターとして担当。
- 麻生美代子
- 内海賢二

ゲストナレーター
- 坪倉唯子（2013年1月）
- 高橋克実（2016年1月・2021年1月）
- 貫地谷しほり（2014年7月・2015年1月・2016年7月）
- 八嶋智人（2016年7月・2017年1月）
- 石原さとみ（2021年1月）

## 有名人の子による「おつかい」
近年は、スタジオにゲスト出演する有名人の子などがおつかいに行くケースがある。
- 2015年1月5日の放送では、ダイアモンド☆ユカイの双子の息子が挑戦する企画が放送された。
- 2016年7月18日の放送では、トシ（タカアンドトシ）の2人の息子が挑戦する企画が放送された。
- 2017年1月9日の放送では、大久保嘉人の息子がおつかいに挑戦する企画が放送された。
- 2018年1月8日の放送では、山中慎介の長男長女がおつかいに挑戦する企画が放送された。
- 2019年1月7日の放送では、村上知子（森三中）の娘がおつかいに挑戦する企画が放送された。森三中のメンバーである黒沢かずこもカメラマンの1人としてロケに参加した。
- 2019年7月15日の放送では、杉山愛の長男がおつかいに挑戦する企画が放送された。
- 2020年1月6日の放送では、田中史朗の長男がおつかいに挑戦する企画が放送された。
- 2021年9月25日の放送では、潮田玲子の息子と娘がおつかいに挑戦する企画が放送された。
- 2022年1月8日の放送では、中村獅童の息子がおつかいに挑戦する企画が放送された。
- 2023年7月17日の放送では、荒川静香の長男がおつかいに挑戦する企画が放送された。
- 2024年1月3日の放送では、間垣喜翔の3人の子供がおつかいに挑戦する企画が放送された。
- 2025年1月6日の放送では、高橋ユウの息子がおつかいに挑戦する企画と、益田直也（千葉ロッテマリーンズ）の息子がおつかいに挑戦する企画が放送された。
- 2025年7月29日の放送では、横山だいすけの娘がおつかいに挑戦する企画が放送された。

## スタッフ
- 取材プロデューサー：鏑木クミ子
- ロケ技術プロデューサー：岸田将生、木村智、相葉(場)圭樹（相葉→以前は撮影）
- 撮影：望月あずさ、中田浩司、鏑木悠幹、小屋畑晃洋、久村誠次、中込圭、甲斐優美、中島美緒（望月・中込・甲斐→一時離脱►復帰、鏑木→以前はVE）
- VE：高(髙)橋拓也、川井力、依田理（川井・依田→一時離脱►復帰）
- 車両︰成澤正行、高井耕太郎（成澤・高井→一時離脱►復帰）
- TM：佐久間丈貴
- SW：三井隆裕（一時離脱►復帰）
- カメラ：橋本圭祐（一時離脱►復帰）
- 音声：木本文子
- VE：佐久間治雄（一時離脱►復帰）
- 照明：石山実
- TK：井﨑綾子（一時離脱►復帰）
- 美術プロデューサー：三浦昭彦
- 美術デザイナー：熊崎真知子、髙井美貴
- 大道具：原仁志
- 小道具：森川望実
- CG：岡田知子、岡田裕晶（以前はCG→CG制作）
- ライン編集：樋口学、洪智英（洪→以前はMA→一時離脱）
- MA：小長谷啓太
- 編集：宇田川健
- 選曲：山崎尚志（以前は音効）
- 効果：中村貴美（以前は音効）
- 美術協力：日テレアート
- ロケ技術協力：525 Productions
- 編集技術協力：PROCEN STUDIO
- AP︰多田弥生（以前はAD→演出補→サブディレクター）
- 制作担当︰鈴木萌子（以前は制作進行→AD→演出補→サブディレクター）
- AD→演出補→サブディレクター：荒井麻秀、岡野璃駒、小保内伶奈、大川美砂
- 取材担当：甲斐琴子（以前はリサーチ）
- リサーチ︰中嶋麻美（以前はリサーチ→取材→一時離脱）、田野英子、坂梨和香子
- 編成：杉山直樹
- 宣伝：笠原陽介（一時離脱►復帰）
- 制作デスク：安永美和（一時離脱►復帰）、本田紗里奈
- ディレクター：小林瑤一朗、工藤明裕（工藤→以前は制作進行）、辰巳洋平（以前はディレクター►一時離脱►復帰►FM►一時離脱）
- 演出：山口大輔（以前はディレクター）
- プロデューサー：一色彩加/藤好千晶、坂梨麻美（坂梨→以前は制作進行►AP►一時離脱►制作補►ラインプロデューサー） /高(髙)橋芳夫
- 総合演出︰徳永清孝（以前は演出）
- チーフプロデューサー：矢野尚子（以前はプロデューサー）
- 制作協力：エフロード（以前はフルハウスだったが、同社のテレビ・映像製作部門が分社化）
- 製作著作：日本テレビ

### 過去のスタッフ
- 総監督：佐藤孝吉
- 構成・総合演出：大内淳嗣
- スタジオ構成：松井尚、わぐりたかし、吉川泰生
- 制作進行：近藤麗、橋本幸之介、鈴木陽太郎、千葉詩織、小林龍介、中島広、落合一大、藤嶋健、工藤香菜
- 制作デスク：大竹菜穂子、神田葉子、林彩香、北村佳子、清水遥香
- リサーチ：吉岡千晶
- TM：小椋敏宏、新名大作、佐藤勝義、鎌倉和由、上野豊、鈴木雄二
- SW：津野祐一、村松明（村松→一時離脱►復帰）、横田将宏（横田→以前はカメラ、一時離脱►復帰）
- カメラ：山田祐一、村上和正、榎本丈之、西阪康史（西阪→一時離脱►復帰）、浦上真里奈
- VE：矢田部昭、佐藤大心、天内理絵（天内→一時離脱►復帰）、鈴木裕美、飯島友美、塩原和益
- VTR：牛山敏彦
- 照明：井口弘一郎、下平好実、加藤恵介、名取孝昌、木村弥史、仲野貴信、千葉雄、高見澤楓、村上洋平、池長正宏（池長→一時離脱►復帰）
- TK：河原千代美（以前は取材）
- 撮影：深山健一郎、後藤弘幸、富永陽介、安田浩一、柳田祐作、棟方直樹、藤川秀人、福士政宏、山本康彰、柳沢充、鮟島元一、豊田沙也子、奥山太朗、内田浩貴、早川隆史、横垣哲也、杉中敏行、網誠幸、村田太一、柿並遼、砂押秀寿、杉山正典、尾場瀬絵菜、佐藤佳幸、尾形吉堂、花田七瀬（杉中～村田・砂押・佐藤〜花田→一時離脱►復帰、尾場瀬・尾形→以前はVE） ほか
- VE：中安健太、岩崎伸哉、三宅凌平、脇坂幸司、松元義樹、悼崇秀、林田瑞希、村松直樹、長谷川匡史、蕪木靖久、江畑恵子、中田美咲（蕪木〜中田→一時離脱►復帰） ほか
- 車両：斉藤登
- 幼児擁護：渡辺正年（以前は車両、一時離脱►復帰）
- 中継：高橋一徳、柳原拓実
- バーチャル：川上皓平、坂口剛謙
- モニター：大江房夫
- 美術デザイナー：北原龍一、佐藤香穂里、山根茉子
- 大道具：山田貴順、中川清
- 小道具：米山幸市
- ライン編集：田村通康、福釜あさみ、藤本一貴、松村茉莉乃、藤原曜一郎、清水友紀、齋藤愛音、石坂彩奈、白井楓夏
- 編集：菊地健一
- MA：滝澤康、熊谷翔太、秋元佳奈、長友優奈、伊勢尚貴（秋元・長友→一時離脱►復帰）、伊藤風子
- 効果︰冨田昌一
- 編成担当：下田明宏、中村圭吾、吉無田剛、渡瀬慶吾、関根龍太郎、高橋直樹、長島慎祐、越山理志、伊藤茉莉衣、福田龍、久道恵、笹部智大
- 宣伝：阿部真一郎
- 広報：河本香織、明比雪、鈴木将大
- 協力︰田代裕
- AD：恩田大聖、甘粕沙也加、山本美貴、石川桃茄、長井愛美、矢野沙知
- AD→演出補→サブディレクター：髙橋彩、大平智菜美
- ディレクター：沼尾純也、都丸泰彦、後藤一輝、東晃一、森凌介（森→以前はAD►演出補）
- スタジオD：谷岡仁
- FD：佐々竜太郎（以前はディレクター→演出）
- 演出：中尾尚志
- チーフディレクター：森石丈浩（以前はディレクター►一時離脱►復帰）
- プロデューサー：松本浩明、藤澤季世子、福与雅子
- チーフプロデューサー：柏木登 → 高橋正弘 → 鈴江秀樹 → 菅沼直樹 → 染井将吾 → 中村英明 → 松岡至 → 納富隆治 → 道坂忠久 → 土屋拓 → 島田総一郎
- 総合プロデューサー：岩間玄（以前は企画、プロデューサー・チーフクリエイターも担当）

## テーマソング

### 主題歌
- ドレミファだいじょーぶ / B.B.クィーンズ

### オリジナル挿入歌
- しょげないでよBaby / B.B.クィーンズ
- しょげないでよBaby / 近藤房之助
- 一番先に、君が好き / B.B.クィーンズ
- Love…素敵な僕ら' / B.B.クィーンズ
- お前を見守る風になりたい / ダイアモンド☆ユカイ
- やるしかない / 藤田麻衣子
- 素敵なことがあなたを待っている  / 藤田麻衣子
- 君よ進め / 藤田麻衣子
- 声のジェット機～アイのコトバ～ / 宇徳敬子 with 前川真悟
- フレーフレー応援歌! / Kengo.

## 海外展開
- イタリアではこの番組を元にして、おつかいに行った子供をスタジオに呼んで一緒に見るという形式のバラエティ番組『Mi raccomando（ミ・ラコマンド。お願い）』が2007年から制作・放映されている。当番組でも番外編としてその内容が放送されたことがある。また、ベトナム版の『Con đã lớn khôn（コン・ダー・ロン・コン。大きくなったね）』は毎週30分番組として放送されている[1][8]。その他、イギリス・中国でも現地版の『はじめてのおつかい』が制作・放送されている[1]。
- 香港、台湾、ベトナム、タイ、シンガポール、マレーシア、アメリカ合衆国ハワイ州では、当番組を現地語に吹き替えたものが放送されている[1]。
- Netflix配信の反響を受けて、2022年5月14日に放送されたアメリカ・NBCテレビの人気コメディ番組『サタデー・ナイト・ライブ』でも、セレーナ・ゴメスが出演するパロディが制作され、本家のテーマソング（ドレミファだいじょーぶ）に合わせて、ゴメスが恋人（という設定）の成人男性に化粧品などを買いに行かせるコントを放映した[1][13][14]。この番組は日本では日本テレビ傘下の定額制動画配信サービスであるHuluにて独占配信しているため、同国でも同年6月からこのエピソードが配信されている[15]。
- 日本テレビ取締役の沢桂一は2022年4月の定例記者会見において、海外においての本番組の反響に触れた上で「正直言って期待以上の感触」とのコメントを出した[1]。

### 評価
Netflixでの配信に伴い、日本国外で評価される中、話題となったアメリカでは日本との法律と社会の安全性の違いを指摘したり、子供の自立アプローチは検討に値するという意見もある。また、視聴者の感動を呼んだイギリスでも、大人に守られるべき幼児をお使いに出す違和感など、様々な論争を巻き起こした。アメリカ・CBSニュースは、この番組が制作される背景として日本の治安の良さと自立心を重視する子育て文化を指摘したうえで、アメリカでは「このリスキーな冒険には、ドキドキする人もいれば、恐怖を覚える人もいるだろう」とコメントした。
肯定的な評価
イギリス大手紙の『ガーディアン』電子版は、「公共交通機関に幼児を置き去りにする日本のテレビ番組」という見出しで番組を紹介。「ここ数日、Netflixを見た人は、怪しげな日本のドキュメンタリーに頭を殴られた可能性が圧倒的に高い」と視聴者に与えたインパクトの大きさに触れ、「様々な感情が入り乱れるジェットコースターのような作品」と評した。同紙は「すべてのお出かけルートは、危険な道がないか、『不審者』がいないかどうかを、親や制作スタッフが点検し、チェックする」「近所の人たちにこの任務のことを知らせておく」と番組を作る人々の苦労を紹介し、「心温まる内容」とも評した。
否定的な評価
前出の『ガーディアン』紙は「日本語の単語が漫画のように次々と画面に出てくる」「画面上のアクションには定型句のような笑いや拍手が添えられている」と、ストーリー以外の番組作りについて「不快に感じることもある」と評した。
イギリスの週刊誌『OK!』電子版の取材を受けた児童心理学者のアリソン・マクリモント博士は「2歳児はトラウマになったり、ショックを受けたりするかもしれません」「これは搾取的で危険です。幼児の恐怖をテレビ番組の妥当な根拠とする人は聞いたことがありません。私はこのアイデアに強く反対です」と評した。

## 備考
- 東日本大震災の影響により放送取り止めとなった『密室謎解きバラエティー 脱出ゲームDERO!』に代わり、2011年3月16日[注 3]・4月27日・6月8日には当番組の傑作選が放送された。7月6日にTOREとして復活。
- 2013年12月31日放送『ダウンタウンのガキの使いやあらへんで!! 大晦日年越しSP 絶対に笑ってはいけない地球防衛軍24時』では地球防衛軍基地行きのバス内で幼い兄弟が乗車し、泣き出した弟を月亭方正が鼻にクワガタを挟んで笑わせようとしたが、弟はさらに泣いてしまい、更に兄まで泣かせてしまったため、激怒した番組ディレクター役の蝶野正洋からビンタを喰らった。
- 2014年1月13日の放送では、プロボクサーの亀田和毅が4歳の時に『はじめてのおつかい』に挑戦した際のVTRが放送された。毎年10人に1人程度しかオンエアされない狭き門ということもあり、収録した当時はお蔵入りになっていたが、亀田がWBO世界バンタム級王者になったことを受けて、収録から18年ぶりに初公開されることとなった[19]。
- 2015年1月5日の放送では、番組開始25年を記念した特別企画が放送された。
  - 撮影の舞台裏や子供をおつかいに出す親の苦労、子供をおつかいに行かせるコツなど、番組制作の裏側を公開する企画。
  - 番組開始1年目に撮影された子供が成長して親となり、その子供が同じコースで「はじめてのおつかい」に行く企画。
  - 番組ディレクターが自身の子供を「はじめてのおつかい」に出す企画。
  - スタジオゲストのダイアモンド☆ユカイが双子の息子を「はじめてのおつかい」に出す企画。
- 2016年5月11日19:00 - 20:54には「家族」をテーマにした同局のキャンペーン企画『7daysTV かぞくって、なんだ。』とコラボレーションした特別版が放送された。通常の企画に加え、「はじめてのおつかい」の前後にある家族のストーリーにも焦点を当てる企画が放送された。
- 2017年7月17日の放送では、水卜麻美（日本テレビアナウンサー）が新人時代、研修の一環として当時5歳の女の子のボディーガード（スタッフ）の1人として参加していた模様が放送された。また、再会編として7年後の現在のその母娘と再会した模様も併せて放送された。
- 2017年8月26日の『24時間テレビ40 「愛は地球を救う」』では、当番組とのコラボ企画が放送され、所ジョージと森口博子が生出演した。網膜色素変性症を患っている母に頼まれた娘がおつかいに挑戦する企画が放送された。
- 2018年7月16日の放送では番組初の試みとして、東京ディズニーシーを舞台にしたおつかいが放送された。また同じく番組史上初めて、四つ子がおつかいに挑戦した模様が放送された。